# Für Alina
Für Alina (signifiant en français « Pour Aline ») est une œuvre du compositeur estonien Arvo Pärt écrite en 1976 pour piano. Cette œuvre marque un tournant crucial dans les compositions de Pärt. Elle est considérée comme l'œuvre fondatrice du style tintinnabuli associé à la musique minimaliste.

## Historique
Arvo Pärt, après ses premières compositions de style sériel et ses musiques de films, décide d'orienter son écriture vers un retour à la musique tonale et plus particulièrement le plain-chant et les compositeurs médiévaux polyphoniques. Ses penchants spirituels et mystiques le poussent à l'utilisation des silences et des sons purs. À propos de Für Alina Pärt déclare :

« C'est dans cette pièce que j'ai découvert les séries d'accords parfaits dont je fis ma règle très simple de fonctionnement. »

Cette pièce marquera le début de son style tintinnabuli qu'il explorera dès lors dans toutes ses œuvres.
Für Alina est, comme son titre l'indique, dédiée à Alina, la fille d'un couple d'amis. La pièce a été jouée pour la première fois à Tallinn en 1976 avec six autres œuvres.
Un arrangement pour guitare 42 cordes est écrit par Pat Metheny en 2021 et interprété sur son disque Road to the Sun.

## Structure
Composée pour piano seul, Für Alina est une pièce extrêmement simple dans son écriture, dont le tempo est libre. Sa durée varie de deux à dix minutes en général.

## Utilisation dans l'art
Für Alina a été très fréquemment utilisée pour différentes illustrations sonores et bandes originales de cinéma dont notamment :
- La Chambre des officiers de François Dupeyron (2001).
- C'est la vie de Jean-Pierre Améris.
- Chère Martha de Sandra Nettelbeck (2001)
- Heaven de Tom Tykwer (2002).
- Gerry de Gus Van Sant (2002).
- Depuis qu'Otar est parti... de Julie Bertuccelli (2003)
- In memoria di me de Saverio Costanzo (2007)
- Le Bannissement d'Andreï Zviaguintsev (2008)
- Foxcatcher de Bennett Miller (2014)
- Mia madre de Nanni Moretti (2015)
- Knight of Cups de Terrence Malick (2015)

En danse contemporaine, la pièce Smoke / Solo for Two (1995) de Mats Ek, écrite pour la danseuse Sylvie Guillem, est intégralement chorégraphiée sur l'œuvre.

## Discographie sélective
- Alina, Arvo Pärt, ECM Records, ECM New Séries 1591, 1999.